# Historien
 (janvier 2014).
 (octobre 2014).

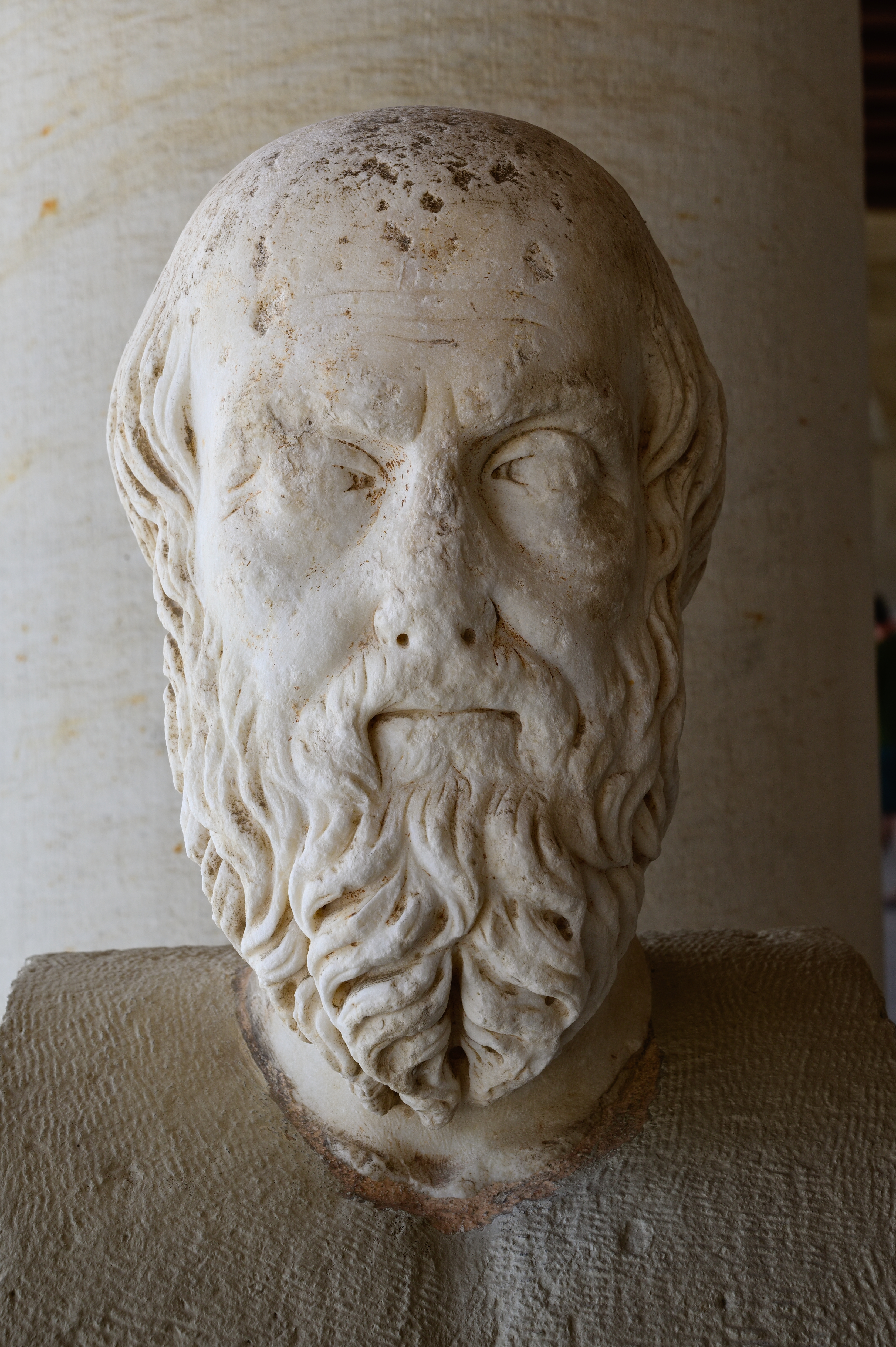
Buste d'Hérodote,, musée de l'Agora antique d'Athènes.

Un historien ou une historienne est un individu qui étudie ou publie sur l’histoire en produisant un discours ou un écrit respectant une méthode scientifique.
Il a pour tâche de produire des recherches originales en rapportant des faits passés, de les catégoriser, puis d'en proposer une interprétation équilibrée et justifiée par des sources, sous le contrôle du public informé. Le titre d'historien n'est pas reconnu professionnellement et repose plutôt sur la reconnaissance par ses pairs. L'historien est souvent comparé au journaliste d'investigation, au détective ou au juge d’instruction, et il a tout intérêt à se conformer à une méthode reconnue. La crédibilité de sa contribution et de ses conclusions en dépend.
Dans la société, le rôle de l'historien est considéré comme étant large[réf. nécessaire]. Il est par exemple appelé à intervenir dans des procès, des expertises d'art, des commémorations, des inventaires de monuments historiques, des attributions de noms de rues, des successions, etc. Il peut aussi être sollicité pour révéler et prouver des instrumentalisations et manipulations de l’histoire à des fins partisanes ou idéologiques[réf. nécessaire] Le métier d'historien a évolué au fil du temps, faisant changer son rôle dans la société, tout comme les différents aspects entourant son travail.

## La naissance des historiens
Le rôle d'historien apparait dès l'Antiquité classique comme un type de récit mêlant lecture croisée, différents types de narrations et volonté de reconstruction d'une forme de vérité ou véracité sur les événements passés susceptibles de donner à mieux comprendre le présent.

### Les fondateurs de l'histoire
L’histoire comme récit des événements du passé est apparue à Athènes, à l'époque classique. Certes, Homère, au VIIIe s. av. J.-C., avait fait évoluer l'épopée à travers l'Odyssée, qui rapporte les exploits des hommes et non ceux des dieux.
Mais c'est Hérodote qui est considéré comme le père de l’histoire, en tant que discipline, par Cicéron. Qualifiant son ouvrage d’ "enquête" (« historia » en grec ancien), il est conscient alors d’avoir inventé quelque chose de nouveau, notamment en raison de l’ampleur chronologique des événements qu’il couvre. Il cherche à aider son lecteur à se retrouver dans le temps. Il choisit de narrer des événements récents tels que les guerres médiques par rapport à la guerre de Troie jugée merveilleuse. Écrivant en prose, il écarte le merveilleux du récit historique. En outre, l’histoire n’est plus seulement celle des Grecs, elle prend une dimension universelle grâce à ses voyages divers en Égypte ou encore en Syrie.
Dans l'Athènes classique, les œuvres de Thucydide puis de Xénophon, portant sur la guerre du Péloponnèse, constituent à la fois un approfondissement et une critique de la méthode d'Hérodote[réf. nécessaire].

### Les historiens de l'époque romaine
Dans la République romaine, la tradition des Annales pontificales débouche sur la formation du genre historique des Annales, dont la particularité est d'organiser le récit des événements année par année et non de façon thématique. Mais le genre historique d'origine grecque, dans lequel le récit est organisé de façon thématique, est également adopté par les historiens romains. Polybe (206-124 av. J.-C.), un Grec ayant vécu à Rome, contribue à l'importation du genre historique grec à Rome.
À l'époque augustéenne, Tite-Live (59 av. J.-C. -17 ap. J.-C.) reprend la tradition annalistique dans son histoire de Rome depuis les origines (Ab urbe condita).
À l'époque impériale, le genre des histoires et le genre des Annales coexistent ; ainsi, Tacite est l'auteur d'un ouvrage de chacun de ces types. L'histoire à Rome est écrite par des écrivains latinophones comme Tacite (58-120 apr. J.-C.) mais aussi hellénophones comme Dion Cassius (155-235 apr. J.-C.).
L'époque impériale voit également le développement du genre biographique, chez des historiens latins (Vie des douze Césars de Suétone (70-120 ap. J.-C.)) comme grecs (Les vies parallèles de Plutarque (46-125 ap. J.-C.)).

## Diversité des pratiques historiennes
Sur la base de l'héritage antique, le point de vue politique, culturel et religieux va peser durablement sur les évolutions de la pratique des historiens et conditionner la lente émergence d'une scientificité affirmée face à l'instrumentalisation. Nous pouvons distinguer différents genres du récit historique :
- annales, chroniques et chronologies
- hagiographie et histoire religieuse
- histoire et généalogie des leaders politiques
- histoire universelle

Ces différents genres connaissent des fortunes diverses en fonction de l'aire culturelle où ils sont produits, lus et cités. Il convient ainsi de distinguer différentes traditions historiques pour en suivre le jeu d'influences entre historiens et les apports progressifs à la pratique d'une part et à la constitution de sources par ailleurs. Nous pouvons identifier ainsi différentes aires de pratiques historiographiques:
- Antiquité tardive
- Moyen Âge occidental
- Empire byzantin
- Pays de culture arabe et musulmane
- Inde
- Chine, Japon et pays d’extrême orient
- Amérique précolombienne

De l'analyse de ces différentes traditions se dégage le portrait d'un historien à plusieurs visages à la fois érudit mais également proche des pouvoirs religieux et politique.

## L’historien promoteur de la science de la source, affirmation et diversification à la période contemporaine
Ce n’est que dans le dernier quart du XIXe siècle, que se met en place l’enseignement supérieur de l’histoire en France. La troisième République crée un cadre institutionnel qui est destiné à favoriser la formation d'enseignants en histoire. Dès 1877, les étudiants eurent la possibilité de recevoir des bourses à cet effet ; ils purent participer à des séances d’études (des séminaires) qui leur apprenait les techniques d’analyse et de critique des sources. La réforme entraîna une multiplication des débouchés : dans les universités, on augmenta le nombre de chaires de professeurs et on crée les premiers postes de maîtres de conférences. L’ensemble de ces mesures s’inspirent en fait de l’enseignement allemand qui, au lendemain de la défaite de 1870-1871, apparaît comme une référence. Avant cette période, l'enseignant en histoire était rarement un professionnel au sens moderne. Il s’agissait en général de précepteurs versés dans les lettres comme certains ecclésiastiques, parfois des hommes de loi ou des philosophes.
La politique universitaire de la IIIe République aboutit en quelques années à la naissance d’une communauté historienne. Encore restreinte en 1914 (55 chaires d’histoire dans les facultés françaises de lettres), cette dernière connaît une explosion de ses effectifs à partir des années 1960 avec la massification des étudiants. Aujourd’hui, comme le rappelle Antoine Prost, ce groupe d’historiens est uni par une formation commune (l’université), un réseau d’association et de revues, une déontologie (qu’est-ce qu’un historien a le droit de faire et de ne pas faire ?) et une méthode (comment doit-il travailler pour produire un livre historique à caractère scientifique ?). Prost est même tenté de parler de « corporation » à leur égard, avec les inconvénients qui en résultent (suivisme, dogmatisme). Il faut savoir qu’à l’université, les maîtres de conférences et les professeurs sont recrutés par vote de leurs pairs et donc de leurs futurs collègues. Cependant, au-delà de cette apparente unité, la profession a aussi ses divisions internes. À côté du groupe nombreux des universitaires, on trouve les membres des prestigieux organismes de recherches (École des hautes études en sciences sociales, Centre national de la recherche scientifique, École française de Rome, Institut d'études politiques).
La pratique historique ne se limite pas au corps enseignant. Elle est en réalité largement partagée dans la société puisque l'histoire, appartenant aux sciences humaines par opposition aux sciences exactes, est, par essence, politique. Nombreux sont ceux qui, disposant de temps et de connaissances, produisent des travaux historiques. Il y a les hommes politiques, les journalistes, les érudits locaux, les amoureux du patrimoine ou simplement des curieux qui se lancent dans l’écriture de l’histoire de leur village ou de leur famille. Certaines de ces productions sont remarquables. D'autres pêchent à cause d'une méconnaissance du contexte historique, d'un manque de rigueur dans le récit des événements ou d'une mauvaise maîtrise de l'expression parlée ou écrite. Ces lacunes dans la méthodologiques et critiques ne permettent pas, en général, de franchir le seuil de l'édition, notamment dans les revues et les collections « histoire » des grands éditeurs.
Si exercer une activité d'historien gagne à bénéficier d'un apprentissage - surtout si cette matière doit être enseignée - cela ne suffit absolument pas. La transmission d'une mémoire est surtout une affaire de travail, et donc de temps - pour la recherche et l'écriture -, et où l'expérience de la vie et la maturité intellectuelle ont bien entendu leur place.

## Les rôles sociaux et politiques de l’historien
Hérodote, que l’on considère comme le premier historien, justifie l’écriture de son livre Histoire : « c’est l’exposé de [mon] enquête pour empêcher que le passé des hommes ne s’oublie avec le temps et pour éviter que d’admirables exploits, tant du côté des Grecs que de celui des Barbares, en perdent toute célébrité, pour établir, enfin et surtout, la cause de la guerre qu’ils se sont livrée ». En d’autres termes, la fonction d’un historien est d’entretenir la mémoire des événements passés et d’expliquer leur déroulement. D’Hérodote à aujourd’hui, rien n’a changé. On attend des historiens qu’ils nous racontent « ce qui s’est vraiment passé » (« wie es eigentlich gewesen », comme l'écrivait l'historien allemand Leopold von Ranke). Cette demande ne paraît pas s’essouffler quand on constate le succès des commémorations (millénaire capétien, bicentenaire de la Révolution française, 60e anniversaire du débarquement de Normandie…) dans lesquelles l’historien fait figure d’acteur obligé.

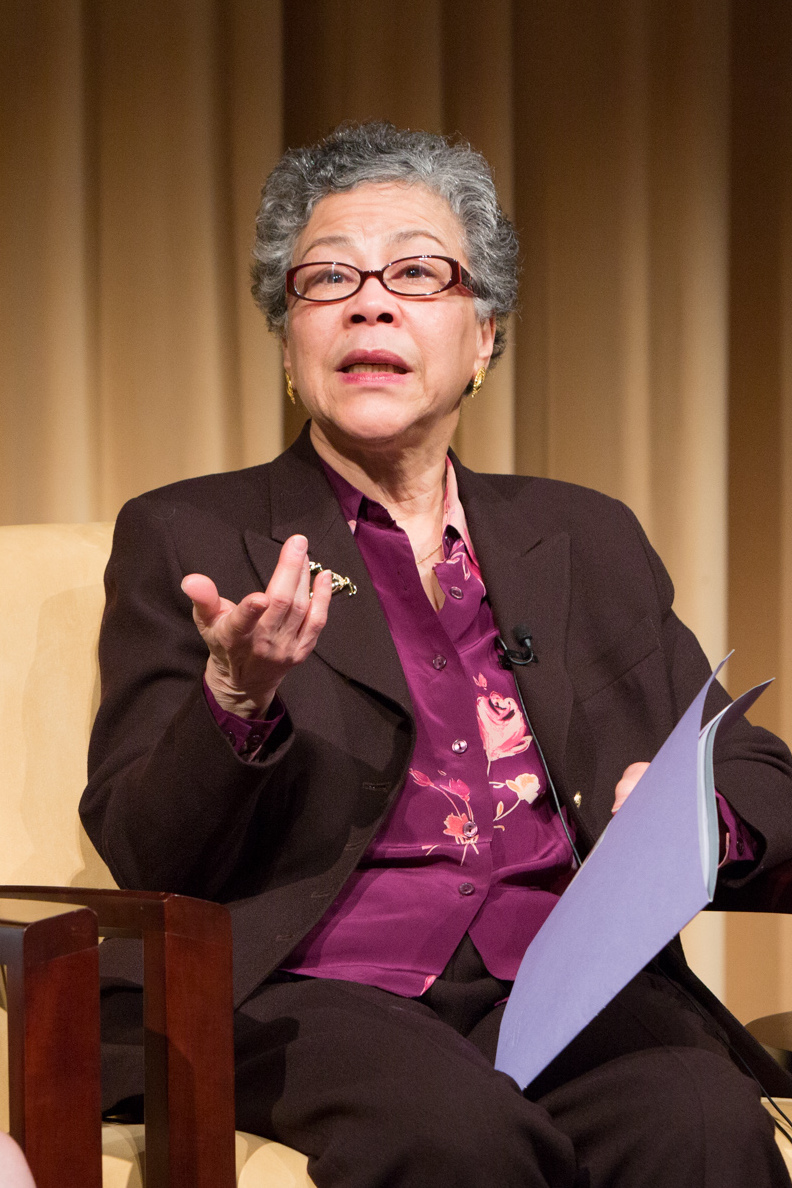
Rosalyn Terborg-Penn, historienne du rôle des afro-américaines dans le mouvement pour le Droit de vote des femmes aux États-Unis.

De plus, la société demande aux historiens d’expliquer le présent à la lumière du passé. Face à l’actualité brûlante, elle attend d’eux une analyse qui permet de contextualiser l’événement, de le replacer dans une évolution temporelle et de comprendre les enjeux plus globaux. Bref, le savoir de l’historien est convoqué pour apporter du recul.
« Détruire les histoires fausses, démonter les sens imposteurs » : c’est en ces termes que l’universitaire rouennais Olivier Dumoulin décrit le rôle de ses collègues historiens. Il est suivi dans cette idée par Arlette Farge pour qui « l’histoire est à chaque époque le récit raisonné des événements, celui qui en évite la falsification et la honte des dérapages flagrants ou des dénégations mortifères ». Dans Les Assassins de la mémoire, Pierre Vidal-Naquet tenait également des propos semblables en mettant en garde contre les « mensonges » des pseudo-historiens auto-proclamés « révisionnistes » qui s'acharnent à nier l'existence des chambres à gaz et, plus largement, de la Shoah.
Les tentatives d’instrumentalisation du passé, surtout en ces temps d’affirmations identitaires, exigent en effet des garde-fous. Le récit objectif (Antoine Prost préfère dire « distancié et impartial ») des historiens les mènent hors des amphithéâtres et des salles de cours. Récemment, quelques-uns sont passés « de la chaire au prétoire ». Des universitaires français ou étrangers Jean-Pierre Azéma, Marc-Olivier Baruch, Philippe Burrin, Robert Paxton, René Rémond sont venus témoigner à titre d’experts (bien qu’ils n’aient pas toujours vécu la période de Vichy) lors du procès Papon en 1998, l’objectif étant de restituer la chronologie des actes de l'accusé, et d’éclairer les juges et les jurés sur sa marge de manœuvre et le fonctionnement d’une préfecture sous l’Occupation. De même, les historiens Henry Rousso, Annette Becker, Philippe Burrin et Florent Brayard ont été engagés à titre d'experts pour faire la lumière sur les pratiques négationnistes de certains étudiants et professeurs de l’université Lyon III. Cette enquête a donné lieu à la publication du Rapport Rousso.
L’historien se retrouve donc impliqué dans le mouvement de « judiciarisation » de la société. Aux États-Unis, cette tendance se dessine encore plus clairement,. À l’occasion de procès, des historiens sont payés par l’accusation ou la défense pour rechercher des preuves dans les archives.
Du même coup, l'activité historique glisse vers une autre tendance de la société actuelle : la marchandisation. Outre-Atlantique (et de plus en plus en France), les historiens reçoivent des commandes de la part de particuliers, d’entreprises, d’avocats. Ils participent ainsi à des projets aussi variés que la rédaction d’une brochure commémorative ou de l’histoire d’une usine, l’animation de sociétés locales ou de musées ou la recherche d’une responsabilité dans un dépôt de matière toxique. Cette histoire appliquée que les Américains nomment public history place le chercheur dans l’action et non dans l’observation neutre. Dans ces conditions, l’historien saura-t-il conserver ses exigences déontologiques propres à la démarche historique ? En devenant un pourvoyeur de services, ne bascule-t-il pas dans cette « histoire-serve » dénoncée par Lucien Febvre, autrement dit dans une histoire qui sert des intérêts ? La crédibilité de son discours risque d’être mise en doute.